# Соколов, Константин Яковлевич
Константин Яковлевич Соколов (1821—1890) — военный инженер, генерал-майор, академик архитектуры Императорской Академии художеств.

## Биография
Окончил Николаевскую инженерную академию (1844). Императорской Академией художеств дано звание академика архитектуры (1858) по проекту «казарм для 400 семейных матросов».
Участвовал (1859—1863) в строительстве и инженерном обеспечении здания естественно-исторического факультета Императорской военно-медицинской академии (Выборгская наб., 1). Победив в конкурсе, осуществил сооружение (1865—1873) наиболее выдающегося по архитектурно-художественным и планировочным качествам медицинского здания той поры в Петербурге — хирургической клиники Я. В. Виллие (на углу Большого Сампсониевского проспекта и Боткинской улицы). Построил (1871) Институт практической анатомии (ул. Академика Лебедева, 37а). Построил (1880-е) один из корпусов на территории богадельни (ул. Смольного, 2—4). Строил (1870-е) такие значительные сооружения, как оранжереи в Ботаническом саду и получивший широкую известность Сельскохозяйственный музей в огромном квартале зданий Соляного городка (Гангутская ул., 1).
В перечне разнообразных построек Соколова — жилой дом (наб. Кутузова, 6; 1867; позднее частично перестроен). В 1873 году архитектор построил дворец великого князя Кирилла Владимировича (ул. Глинки, 13).
Похоронен в Новодевичьем монастыре в Санкт-Петербурге.

## Проекты и постройки
Известные работы К. Я. Соколова в Санкт-Петербурге:
- Императорская Медико-хирургическая академия. Здание Естественно-исторического института[7]. Пироговская наб., 1 — Академика Лебедева ул., 2 (1858—1863)[8]
- Императорская Медико-хирургическая академия. Здание Анатомического института (первоначальный проект). Академика Лебедева ул., 37 (1862—1871)[9]
- Императорская Медико-хирургическая академия. Здание Михайловской клинической больницы им. Я. В. Виллие. Большой Сампсониевский пр., 5 — Боткинская ул., 18-20 — Военных Медиков пл., 1х (1865—1873)[10]
- Ботанический сад. Жилой дом. Профессора Попова ул., 2К (1860-е)[11]
- Дом К. Я. Соколова (перестройка). Кутузова наб., 6 — Шпалерная ул., 16 (1867)[12]
- Императорская Медико-хирургическая академия. Жилой дом при Михайловской больнице. Академика Лебедева ул., 6С (1868—1869)[13]
- Особняк В. Я. Рагозы. Глинки ул., 13 (1873)[14]
- Ботанический сад. Старое здание гербария и библиотеки (надстройка 3-го этажа). Профессора Попова ул., 2 (1879—1881)[15]
- Градские богадельни. Здание богадельни имени Г. Е. Ярославского. Смольного ул., 4Е (1886—1888)[16]